# Isosturmia pilosa
Isosturmia pilosa är en tvåvingeart som beskrevs av Hiroshi Shima 1987. Isosturmia pilosa ingår i släktet Isosturmia och familjen parasitflugor. Inga underarter finns listade i Catalogue of Life.